# 한국어

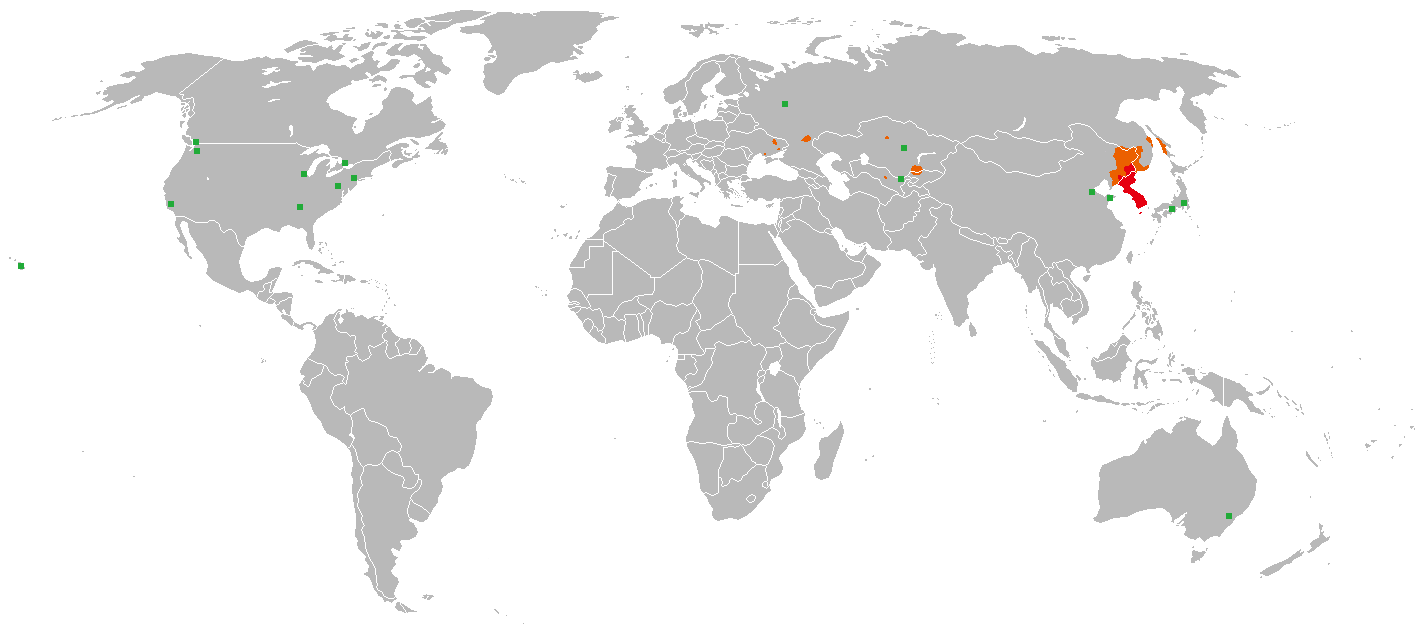
한국어의 세계 분포를 나타낸 그림

한국어(韓國語)·조선어(朝鮮語)는 대한민국과 조선민주주의인민공화국의 공용어이다. 둘은 표기나 문법, 동사 어미, 표현에서 약간의 차이가 있다.
세계 여러 지역에 한민족 인구가 이주하여 거주하자 전 세계 각지에서 한국어를 사용한다. 2016년 1월 초 기준 한국어 사용 인구는 약 8,000만 명으로 추산된다.
역사 및 현대 언어학자들은 한국어를 고립어로 분류한다. 그러나 한국어와 제주어(제주도에서 사용하며 구별한다고 간주함)와 함께 한국어족을 구성하던 몇 개의 사라진 언어(사어)가 한 때 존재했었다. 일부 언어학자들이 한국어를 알타이 제어에 포함하였지만, 오늘날 알타이 제어설을 더 이상 지지하지 않는다.

## 한국어의 여러 명칭
대한민국에서 한국어/한국말이라고 불리고, 조선민주주의인민공화국에서는 조선어/조선말이라고 한다. 대한민국과 조선민주주의인민공화국이 공동으로 만드는 사전 이름은 《겨레말 큰사전》이다. 1994년부터 여는 남북한 한글과 한국어 컴퓨터 처리를 표준화하려는 학회명은 '코리안 컴퓨터처리 국제학술대회'이다.
일본에서 한국어를 '쵸센고(조선어)'라고 불렀으나, 근래에 대한민국 국적 사람들이 쓰는 말을 '칸코쿠고'(한국어)라고 부른다. 일본 내 교포 사회는 재일본대한민국민단과 재일본조선인총련합회로 갈라져 각각 표준어와 문화어를 지지하는 경향이있으므로, NHK는 중립성을 지키고자 한국어 회화 명칭을 '칸코쿠고(한국어)', '쵸센고(조선어)' 대신 '한구루 코우자'(일본어: ハングル講座, 한글 강좌)라고 하였다. 그 밖에도 중립성을 고려하여 '칸코쿠ㆍ조센고(韓国・朝鮮語, 한국ㆍ조선어)', '코리아고'(일본어: コリア語, 코리아어)나 '카라노쿠니노코토바'(일본어: 韓の国のことば, "한"의 나라말) 등 명칭이 있지만 자주 사용하지 않는다. 다만 '코리아고(코리아어)'는 1977년 조치 대학이 처음으로 전공 학과를 개설한 이후 일부 대학교에서 쓴다.
중화인민공화국은 과거에 조선민주주의인민공화국에서 쓰는 말로서 한국어를 조선어로 불렀으나, 현재는 대한민국에서 쓰는 말은 한국어로 부른다. 이전 중화인민공화국은 조선민주주의인민공화국과의 밀접한 관계였으므로 한국어를 주로 '챠오셴위(중국어: 朝鲜语, 병음: Cháoxiǎnyǔ, 조선어)'라고 불렀다. 1992년 대한민국과 수교 이후에 양국이 활발하게 교류하면서 사회 각층 민간 생활 중에서 '한궈위(중국어: 韩国语, 병음: Hánguóyǔ, 한국어)' 또는 '한위(중국어: 韩语, 병음: Hányǔ, 한어)' 등의 명칭으로 쓰인다. 학술 상으로 문화어 계열 어휘를 많이 사용하지만, 베이징 대학, 베이징 외국어대학, 상하이 외국어대학 등을 비롯한 중국 대부분 한국어 학과는 학과 명칭을 조선민주주의인민공화국에서 쓰는 말의 뜻 조선어로 하고 강의 내용은 99.9% 이상 대한민국 서울 표준 한국어를 가르친다. 타이완은 한국어를 '한궈위(중국어: 韓國語, 병음: Hánguóyǔ)'나 '한위(중국어: 韓語, 병음: Hányǔ)'로 부른다.
베트남에서 용법은 대한민국 표준어는 '띠엥한'(베트남어: Tiếng Hàn, 㗂韓)이라고 부른다. 베트남어 위키백과에는 한국어 문서 제목이 '한국어'를 뜻하는 '띠엥한꾸억'(베트남어: Tiếng Hàn Quốc, 㗂韓國, 한국어)으로 표기한다.
한편, 한국어는 영어로 'Korean', 프랑스어로 'Coréen', 스페인어로는 'Coreano'로 칭한다.

## 계통
한국어는 제주어와 함께 한국어족에 속한다. 일부 언어학자들이 한국어를 알타이 제어에 포함하였지만 오늘날 알타이 제어설은 사실상 학술적인 의미가 없다.
거란어에는 다른 몽골어족이나 퉁구스어족에서 찾지 못하는 한국어와 유사한 어휘 항목이 여럿 있다. 거란어에서 한국 영향력을 발견한다.
한국어가 일본어와 관련이 있다는 가설은 사무엘 E. 마르틴과 로이 앤드류 밀러와 같은 연구자들이 자세히 설명한 어휘와 유사한 문법적 특징 일부가 중복된다는 이유로 일부 지지자들이 있다. 세르게이 스타로스틴 (1991)은 일본어-한국어 100단어 스와데시 리스트에서 약 25%의 잠재적 동족어를 발견했다. 알렉산더 보빈을 포함하여 일본어와 한국어 사이 문제를 우려하는 일부 언어학자들은 발표한 유사성이 어떤 유전적 관계가 아니라, 특히 고대 한국어에서 고대 일본어가 단어를 많이 차용을 한 탓이라고 주장한다.
허드슨 앤 롭비츠(Hudson & Robbeets, 2020)는 한국어에 니브흐어 이전의 기질의 흔적이 존재한다고 주장했다. 가설에 따르면, 한국어 화자가 등장하기 전에 한반도에 니브흐어(아무르어라고도 함)의 조상 언어가 한때 분포했었다.
한국어의 유래와 함께 그 발달 과정도 아직 모른다. 중세 한국어 이전 기록이 극도로 부족하고, 고대 한국어 기록을 한자로 써서  그 해석에 따라 음이 크게 달라지는 등으로 연구가 더욱 어렵다. 고대 한반도 언어 연구에서 지명학적 흔적은 크게 의미가 있다. 한국어가 만주 등 북방 지역에서 유래하였다는 학설은 퉁구스어족에서 고대 한국어 흔적이 나타나고 역으로 한국어 음운에서도 고시베리아제어와 접촉 흔적이 개연적으로 나타나므로 설득력이 있다.
한편 하위 계통으로서 이기문 등이 정립한 한-부여 분류가 국내외 학계에서 일반적으로 받아들인다. 한-부여 분류는 고대 한반도 지역에서 사용한 언어의 분류로, 고구려어, 백제어를 포함하는 부여계 제어와 신라어를 포함하는 한계 제어를 아우른다. 다만 학자에 따라 그 차이가 방언 수준이라고 추측하기도 하며, 방언 수준이었다면 앞의 분류는 편의상 구분일 뿐이다. 한편 크리스토퍼 벡위스는 부여계 언어가 신라어와 완전히 달랐으며 일본어와 연관있다는 부여어족 가설을 주장하였으나 여러 오류가 있어 더 이상 중요한 주장이 아니다.

### 알타이어족설
알타이어족설은 한국어가 알타이어족에 속하는 언어들과 문법적 특징을 공유하므로 같은 어족으로 분류하는 학설이다. 알타이어족이란 19세기부터 연구했다. 이 알타이어족설을 지지하는 학자는 언어학 대가인  구스타프 욘 람스테트(Gustaf John Ramstedt, 1873~1950)와 예프게니 폴리바노프 그리고 현대 언어학자인 로이 앤드류 밀러가 있다.
근대에 핀란드 언어학자 구스타프 욘 람스테트(Gustaf John Ramstedt)가 대어족 가설인 알타이어족설을 제시할 때 한국어를 포함하면서 예프게니 폴리바노프, 로이 앤드류 밀러 등 20세기 중반 많은 언어학자들이 이 가설을 지지했다.
람스테트는 논문 〈한국어에 대한 관견〉(1928)에서 우랄알타이어족을 폐기하지 않고, 알타이어족을 분리했으며, 한국어는 동아시아 여러 언어 가운데 일찍이 분기한 언어라고 주장하였다. 이후 그는 《한국어의 문법》(1939)에서 음운 대응에 주목하여 한국어가 알타이어족에 속하는 언어임을 더욱 강하게 주장하였다. 그는 《한국어 어원연구》(1949), 《알타이어학 개설》(1952/57/66)에서도 한국어와 알타이어족의 동계를 입증할 만한 자료를 제시하였다.
람스테트 이후, 러시아 언어학자 니콜라스 포페는 한국어와 알타이제어가 공유하는 특성을 여러 가지 밝혀냈으나, 그러면서도 《알타이 언어학으로의 초대》(1965)에서 “한국어의 위치는 그다지 확실하지 않다”라며 아래 세 가지 가능성을 제시하였다.
1. 한국어가 알타이제어와 친근 관계라는 가능성
2. 원시 한국어는 알타이제어 통일체가 이뤄지기 전, 매우 이른 시기에 분열했을 가능성
3. 한국어는 비알타이어로 고대 알타이어를 기층언어로 흡수하였거나, 기층언어인 알타이어 위에 덮혔을 가능성

언어계통 중요성에서 문법적인 요소를 가장 많이 강조한다. 한국어와 알타이어족 고대언어 유사성에 20세기 언어학자들이 수많은 연구를 진행했다. 대한민국의 정규 교육과정에서 한국어가 알타이어족이라고 가르쳐서 많은 사람들이 한국어가 알타이어족에 속한다고 믿는다. 대한민국 언어학자 이기문은 한국어가 알타이어족과 공유하는 성질이 많으나, 알타이어족에 속하는 퉁구스 어군, 몽골 어군, 투르크 어군들이 서로 같은 단어가 많지만, 한국어에는 많은 차용어로 알타이어족 단어가 사라졌다고 주장하였다.

### 고립어 또는 한국어족 설
다른 학자들은 한국어족을 고립어(language isolate)로 분류한다. 영국 맨체스터 대학교의 알렉스 버라타 교수, 케임브리지 대학교의 스테판 게오르크, 유타 대학교의 마우리시오 믹스코 교수가 고립어설을 지지했다.
한국어를 고립어 또는 한국어족으로 분류하는 언어학자들은 알타이어족과 한국어의 공통 어휘가 적거나 재구하기 어렵다는 점을 든다. 그러나 대부분의 고립어는 외부 접촉이 적은 고립된 곳에서 매우 적은 화자들이 사용하는데, 한국어는 약 8천만 명이 모국어로 사용하므로 고립어로 분류하기에는 어렵다는 지적도 있다. 만약 한국어 고립어설이 맞다면 고립어중 한국어는 가장 많은 화자있는 언어다. 또한 한국어가 알타이어족과 공통 어휘가 적은 이유는 일본어와 비슷하게 한자를 차용어로 쓴 단어가 있어서고, 현재 한국어 한 부분이었던 부여어족 기록이 적으므로 부여어족 기록을 더 발견하면 주장은 달라지므로 이들 의견은 여전히 논쟁중이다.
한편, 유네스코 등 일부 단체나 학회에서 표준어와 차이가 큰 제주 방언을 제주어로 분리하여 한국어족이라고 본다. 또한 2000년대 초 고립어설을 지지한 스테판 게오르크도 제주어와 함께 한국어족을 이루는게 맞다고 견해를 정정했다.
또한 학자들은 한국어, 일본어를 포함한 알타이어족은 같은 어족이라고 말할 정도로 유사하지만 한국어 경우 기초 어휘에 공통점이 적다고 말한다. 즉 칼 멩게스는 알타이어족은 단순히 SVO만 일치하지 않고, 많은 부분에서 일치하므로 일치하는 공통 어휘만 많다면 인도유럽어족처럼 같은 어족으로 불릴 수 있다고 주장한다. 마르티너 로베이츠는 한국이 중세에 한글을 발명했지만 근대까지 한자를 쓰며 소통하며, 한국 고유어가 사라졌으므로 알타이어족의 공통 어휘가 많이 사라졌다고 주장한다.

### 한국어와 일본어의 관계
일본어와 한국어의 연관은 과거부터 여러 학자가 지적하였다. 특히 문법이나 어휘의 유사성에서 창안된 주장이다. 서구 문화권과 비유하자면 독일어와 영어의 관계이다. 다만 고대 한국어 자료가 부족하여 둘 간의 실제 연관은 가설 단계이다. 이노우에 키요시(井上淸)는 언어에서 중요한 1인칭에 주목했다. 일본 고어에서 1인칭은 나(己)라는 한자를 사용하며 나(な)라고 읽었는데 일본 1인칭 고어가 한국어 1인칭인 "나"와 같다. 일본어 1인칭이 동일한 곳은 중국 남부나 북부가 아닌 한국이라고 주장하였다. 기본 어휘 중 한국어에서 숫자 1을 뜻하는 "하나"와 일본어에서 최초, 처음을 뜻하는 “はな”(하나)가 같은 점이 있다. 이노우에 키요시는 일본어가 친족 관계 가능성을 지닌 언어는 오직 한국어뿐이며, 만일 그렇다면 공통 조어에서 갈라진 시기를 언어연대학으로 조몬시대 중기 이전으로 추정했다. 하지만 한국어와 일본어에 유사성이 있는 이유는 한국인 도래인이 일본에 건너가서 정착했던 탓이라는 주장도 있다.
크리스토퍼 벡위스(Christopher I. Beckwith)는 고구려어 어휘에서 일본어와 비슷한 점이 보인다며 신라어를 포함하지 않는 부여어족의 성립을 주장하였으나 주류 학계에서는 수용하지 않고 현재 소수설이다. 알렉산더 보빈은 부여어족의 근거로 들리는 지명 어휘의 일치는 한국어족 어휘가 아니며 고구려어가 들어오기 전 한반도 남부에 잔존한 일본어족 언어 흔적일 뿐이라고 반박하였다.

### 비알타이어 기층설
소수 가설 중 하나로 대한민국 언어학자 김방한은 비알타이어 기층설을 주장한다. 김방한은 한국어 기층에 원시 한반도어라고 부르는 정체불명인 비알타이어 기층이 있고, 그 위에 알타이어계 요소가 덮혔거나, 그 반대로 비알타이어가 알타이 기층에 덮혀서 한국어 뼈대를 형성했다고 보았다. 그는 원시 한반도어와 계통적 친연성이 있는 언어로 편의상 고시베리아어족으로 분류하는 니브히어(길랴크어)를 지목하였다. 이후 유하 얀후넨은 한국어와 니브흐어  사이에 파열음 일치를 들어 고대에 접촉 가능성이 있다고 보았다.
이 외에는 안드레 에카르트 등 한국어가 인도유럽어족에 속한다는 일부 학자들이 주장했으나, 계통적 관계를 규명한 기존의 연구들로 반박하였다.

## 음운

### 모음
다음은 대한민국 표준어를 기준으로 한 모음의 표기이다.
| 음소 | 대표적인 음성   | 적요                              | 예               |
| ---- | --------------- | --------------------------------- | ---------------- |
| /ㅏ/ | [a]             | 전설 비원순 저모음, 중설 근저모음 | /ai/ 아이 [ai]   |
| /ㅓ/ | [ʌ]             | 후설 비원순 중저모음              | /ʌdi/ 어디 [ʌdi] |
| /ㅗ/ | [o]             | 후설 원순 중고모음                | /oi/ 오이 [oi]   |
| /ㅜ/ | [u]             | 후설 원순 고모음                  | /uɾi/ 우리 [uɾi] |
| /ㅡ/ | [ɯ]             | 후설 비원순 고모음                | /gɯ/ 그 [kɯ]     |
| /ㅣ/ | [i]             | 전설 비원순 고모음                | /ima/ 이마 [ima] |
| /ㅐ/ | [ɛ]             | 전설 비원순 중저모음              | /hɛ/ 해 [hɛ]     |
| /ㅔ/ | [e]             | 전설 비원순 중고모음              | /nue/ 누에 [nue] |
| /ㅚ/ | [ø] ([we] 허용) | 전설 원순 중고모음                | /sø/ 쇠 [sø]     |
| /ㅟ/ | [y] ([wi] 허용) | 전설 원순 고모음                  | /y/ 위 [y]       |

1. ↑  전설 모음 기호 a는 전통적으로 한국어 중설 모음을 나타내는 데 쓴다. 일반적으로 [ɐ]와 비슷한 소리를 낸다.
2. ↑  서울 방언 /ㅓ/는 완전한 비원순 모음이 아니라 원순과 비원순의 중간적인 발음이다. 또한 문화어에서 이 모음을 [ɔ]로 소리 낸다.
3. 1 2 3 4  한국에서는 거의 모든 지역에서 노년층을 제외하고 /ㅐ/와 /ㅔ/의 구별을 상실하며 거의 같은 소리로 발음한다. 그 음성은 [ɛ] 와 [e]의 중간 소리다. 또 서울 방언과 평양 방언 모두 단모음 음소로서 /ㅚ/, /ㅟ/가 존재하지 않는다. 이들 방언에서 /ㅚ/는 보통 [we](평양 방언에서는 [wɛ])로 나타나며 /ㅟ/는 [wi]로 나타난다. 따라서 단모음의 종류가 가장 적은 서울 방언 화자의 경우 단모음은 일곱 가지(/ㅏ, ㅓ, ㅗ, ㅜ, ㅡ, ㅣ, ㅔ/)밖에 없다.

### 자음
|        | 양순 | 치경 | 치경구개 | 권설 | 경구개 | 연구개 | 성문 |
| ------ | ---- | ---- | -------- | ---- | ------ | ------ | ---- |
| 파열음 | p b  | t d  |          |      |        | k ɡ    |      |
| 비음   | m    | n    |          |      |        | ŋ      |      |
| 마찰음 |      | s z  | ɕ ʑ      |      | ç      | x      | h ɦ  |
| 파찰음 |      |      | ʨ ʥ      |      |        |        |      |
| 탄음   |      | ɾ    |          |      |        |        |      |
| 접근음 | w    |      |          |      | j      | ɰ      |      |
| 설측음 |      |      |          | ɭ    | ʎ      |        |      |

|        |      | 양순음     | 치경음     | 경구개음   | 연구개음   | 성문음   |
| 파열음 | 평음 | ㅂ (b/p)   | ㄷ (d/t)   |            | ㄱ (g/k)   |          |
| 파열음 | 경음 | ㅃ (p͈)     | ㄸ (t͈)     |            | ㄲ (k͈)     |          |
| 파열음 | 격음 | ㅍ (pʰ/bʱ) | ㅌ (tʰ/dʱ) |            | ㅋ (kʰ/gʱ) |          |
| 파찰음 | 평음 |            |            | ㅈ (ʥ/ʨ)   |            |          |
| 파찰음 | 경음 |            |            | ㅉ (ʨ͈)     |            |          |
| 파찰음 | 격음 |            |            | ㅊ (ʨʰ/ʥʱ) |            |          |
| 마찰음 | 평음 |            | ㅅ (sʰ/zʱ) |            |            | ㅎ (h/ɦ) |
| 마찰음 | 경음 |            | ㅆ (s͈)     |            |            | ㅎ (h/ɦ) |
| 비음   | 비음 | ㅁ (m)     | ㄴ (n)     |            | ㅇ (ŋ)     |          |
| 유음   | 유음 |            | ㄹ (l)     |            |            |          |

- /ㅅ/는 [sʰ], [j]나 [i] 앞에서는 [ɕʰ]가 된다. 비음 앞과 뒤에서는 [zʱ]로 발음된다. (단, [j]나 [i] 앞에서는 [ʑʱ]가 된다.)
- /ㅎ/는 [h]. [j]나 [i] 앞에서는 [ç], [w]나 [u] 앞에서는 [ɸ], [ɰ] 앞에서는 [x]가 된다. 모음, 비음 뒤에서는 [ɦ]로 발음되며, 비음 뒤에서는 음가가 사라진다.
- /ㅂ, ㄷ, ㅈ, ㄱ/는 [p], [t], [ʨ], [k]. 모음 사이, 비음 뒤에서는 [b], [d], [ʥ], [ɡ]가 된다.
- /ㄹ/는 모음 사이에서는 [ɾ], 어말에서 또는 겹으로 날 때는 [l]. 겹으로 날 때 [i]나 [j] 앞에서는 [lʲ]가 된다. 어두에서는 음가가 없어진다.
- 위의 표에서 평음. 경음, 격음은 기식성에 의해 나눈 것이고, 긴장성에 의해 무기 연음. 무기 경음. 유기 경음으로 분류할 수 있다.
- 한국어의 강세는 불규칙이다.

### 형태 음소론
조사의 형태는 앞 소리 영향을 받는다. 은/는, 이/가, 을/를과 같이 음절이 바뀌는 경우도 있고, 에서/서, 으로/로와 같이 음절이 끼어드는 경우도 좋다. 특히 은/는, 이/가, 을/를의 경우, 모음 연쇄르 피하고자 자음을 삽입하는 규칙적인 경우이나, 와/과, 으로/로의 경우는 예외적이다. 으로/로는 ㄹ 뒤에서 독특하게 분포한다. 와/과 역시 중세 한국어에서 으로/로와 마찬가지로 ㄹ뒤에서 '와'를 쓰는 독특한 분포를 보였으나 현대 한국어에서는 그렇지 않다. 와/과의 경우 이중모음/ㅘ/가 모음이 아니라는 점에서 모음 연쇄 환경이 아니고 사용 빈도에 따라 분포를 설명한다.
| 자음 뒤 | 모음 뒤 |
| ------- | ------- |
| -의     |         |
| -은     | -는     |
| -이     | -가     |
| -을     | -를     |
| -과     | -와     |
| -으로   | -로     |

형태 음소론적 차이는 일부 동사에서도 관찰된다.

## 문법
한국어는 어근과 접사 등 특정 표지가 붙어서 단어 기능을 결정하는 교착어로 분류한다. 특히 조사에 따라 문법적 격을 정하며 이 때문에 고립어에 비해 어순이 비교적 유동적이나, 일반적으로 SOV형 어순, 곧 주어-목적어-서술어 구조다. 또한 일반적인 경우 서술어는 반드시 문장의 끝에 위치하여야 한다.
조사는 문법적 격을 나타내는 격조사, 단어끼리 이어주는 접속조사, 특별한 의미를 가하는 보조사로 나누며, 조사가 붙는 체언이 개음절인지 폐음절인지에 따라 다른 조사가 붙기도 한다. 일례로, '사람' 뒤에 붙는 주격 조사는 '이'이나, '머리' 뒤에 붙는 주격 조사는 '가'이다.
어미 다양성이 특징으로, 문장 내에서 기능이나 수식은 물론 미묘한 분위기까지 묘사한다. 특히 주로 종결 어미나 선어말 어미에 따라 드러나는 낮춤말과 평어, 높임말의 복잡한 존비어 체계가 특징이다. 화자 간에 존댓말(높임말)과 반말(낮춤말, 평어)에 합의를 명확하게 이루지 않은 상태에서 의사소통할 때 어색한 상황이 발생한다. 이러한 언어와 호칭 선택 문제 때문에 갈등과 권위적 상황이 나타난다는 분석도 있다.
용언은 동사와 형용사를 포함하는데, 둘의 어미 변화가 거의 동일하다는 특징이 있다. 용언의 기본형은 모두 종결어미의 일종인 '-다'로 끝나는 것으로 취급되며, 그 기능에 따라 조금씩 변하나 대부분 여전히 '다'로 끝나 문장의 끝을 암시한다. 그 시제는 현재, 과거, 미래형으로 나누며, 이 또한 동사의 종류나 기능에 따라 다양한 어미가 있다.

## 어휘
한국어 어휘는 크게 고유어(흔히 이르는 '순우리말'), 한자어, 외래어로 분류한다. 고유어는 한국어 기층을 형성하는 고유 어휘로, 사용 빈도가 높은 일상어는 거의 대부분 고유어다. 음운적으로 ㄹ 소리로 시작하는 토착 어휘는 거의 없으며, 이는 알타이 제어의 음운론 특징이기도 하다.
한국어에 한자 비율은 일반적으로 한자 비율이 50%라는 주장이 세간에 있으나 이는 일제강점기에 가능한 많은 영어와 독일어에서 번역하거나 차용한 현대어 낱말들을 한자로 표기하면서 (예를 들어 Society=사회) 과장되었다는 주장이 있다. 또한, 국어사전이 수록하는 한자어 상당수는 한문 문장에만 용례가 있고, 한국어에서는 용례 없는 단어들이다. 국립국어연구원이 2002년 발표한 '현대 국어 사용 빈도 조사'를 보면 우리말의 낱말 사용 비율은 토박이말이 54%, 한자어 35%, 외래어가 2%였다.
외래어라 하면 일반적으로 한자 이외 외국어에서 유래한 어휘다. 근대 이전에는 불경에서 간접 차용한 산스크리트어(한자어 형태)를 비롯하여 몽골어에서 두 개의 단어가 차용어로 쓰였으며 (예를 들어 송골매), 일제강점기에는 영어와 독일어 현대어를 한자로 차용하여 사용한 단어가 있다. 독일어, 프랑스어, 스페인어, 포르투갈어, 네덜란드어 등 소수의 인도유럽어족의 어휘가 일본을 통하여 들어왔으나 현재 사용 빈도는 매우 적다. 예를 들어 "Part time job"이라는 말을 일본에서 쓰던 독일어인 "아르바이트(Arbeit; 일事)"라고 부르며 원래의 아르바이트의 의미와 다르게 쓰인 말들이 있다. 현대에는 영어가 영향력을 발휘하면서 영어에서 많은 차용어가 들어와서 사용한다.
세계에서 욕설이 가장 많은 나라이다. 이는 욕설이라고는 말사슴, 동물 정도밖에 없는 일본어와는 매우 대조적인 부분이다.

## 문자
한반도에서 처음 사용한 문자 체계는 한자다. 한문 유입 이후, 고유명사 표기 등 한국어 표기 필요성이 대두하였으며, 1934년 경주에서 발견한 임신서기석은 어순이 한문 어순이 아닌 한국어 어순에 따라 배열하여 한자를 이용해서 한국어를 표기하고자 한 여러 노력이 있었다. 이 임신서기석에 사용한 변칙 한문체를 서기체 또는 의국체라고 한다.
단음절어이며 고립어인 한자는 다음절어이면서 교착어인 한국어의 표기에 적합하지 않아 한자를 이용하여 한국어를 표기하는 방법 중에서 이두, 구결이 있었으며 향찰은 소멸하였다. 한글을 만들기 전에는 한국어를 표기하기보다는 문어체 한문을 고수하려는 경향이 있어서, 구어(한국어)와 문어(한문) 이중 체계를 오랫동안 지속하였다. 현재 한국어 표기에 쓰는 문자인 한글은 세종대왕이 1443년에 창제하여 훈민정음이라는 이름으로 1446년에 반포하였다.
훈민정음 창제 원리에 대한 설이 여러 가지 있었으나, 1940년에 《세종어제훈민정음》을 발견하면서 발성 기관을 본떠서 만든 사실을 발견했다. 정인지는 훈민정음 반포 서문에서 "계해년 겨울에 우리 전하께서 비로소 정음 28자를 창제하시다."(癸亥冬, 我殿下創制正音二十八字.)라고 적었다.
한글 창제 이후 조선에서 소설이나 편지 등에서도 많이 사용하였다. (국한문혼용) 현재 대한민국에서 한글이 공식문자이고, 일부 한자어는 한자를 괄호에 넣어 병기하지만 한자 사용은 갈수록 줄어드는 추세이다. 조선민주주의인민공화국과 중국 옌볜 조선족 자치주, 구 소련 지역에서는 한자를 거의 쓰지 않고 가급적 한글로만 한국어를 표기한다.
1930년대 초반 소련에서 여러 소수 민족 언어를 대상으로 한 로마자 표기 정책 일환으로 한국어를 로마자로 표기하는 방안을 승인했지만, 실제 로마자 표기안을 마련하여 생활에 적용하지는 못했다. 이는 한국어 문자생활에서 로마자로 한글·한자를 대체하려던 방안으로 외국인들을 위한 한국어 고유명사의 표기에 쓰는 현재 로마자 표기 규범과는 큰 차이가 있다. 다만, 현대 한국어에서는 로마자 두문자어 표기와 일부 고유 명사 표기에 로마자를 일부 제한적으로 사용하기도 한다.

## 방언

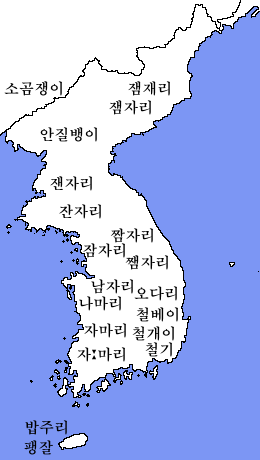
'잠자리'를 부르는 여러 가지 말.

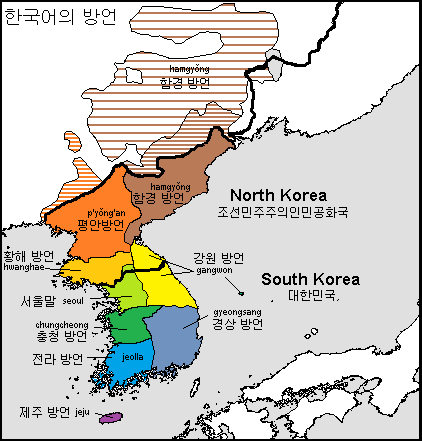
한국어의 지역별 방언 구분

한국어의 방언은 경기 방언, 영동 방언, 서북 방언, 충청 방언, 서남 방언, 동남 방언, 동북 방언, 재미 한국어, 재중 한국어, 재일 한국어 등으로 나눈다. 경기 방언과 황해 방언, 강원 방언(영서 방언/영동 방언), 충청 방언을 중부 말로 합쳐 일컫기도 한다. 제주 방언을 제외한 거의 모든 방언이 서로 의사소통이 가능한 정도의 차이를 보인다. 대한민국 표준어는 서울 방언을 바탕으로 하고, 조선민주주의인민공화국 표준어인 문화어는 분단 이전 남한 표준어에 기반을 두고 서북 방언 어휘들을 추가하였다. 최근에 미국 등 영어 사용 국가로 이민이 늘어나면서 이민 2세와 같이 영어를 모국어로 하는 한국계 외국인들이 영어를 번역한 듯한 한국어(번역체)를 사용하기도 한다.

### 한국어의 남북 간 차이
대한민국과 조선민주주의인민공화국은 약 80년 가까이 나뉘어 언어상 특징도 적지만 다른 점이 있다. 서로 의사소통에는 전혀 문제는 없으며 소수 단어를 빼고서 모든 언어와 문법은 일치한다. 가령 조선민주주의인민공화국에서는 건데기나 지팽이와 같이 'ㅣ'의 모음 역행 동화를 인정하는 경향이 크며, 대한민국에서 인정하는 두음 법칙은 없으므로 여자, 염원, 노동 대신 녀자, 념원, 로동과 같은 낱말을 사용한다.
대한민국에서 상황에 따라 다양한 성격의 문체나 구어체를 활용하고, 조선민주주의인민공화국에서는 어감이 강한 표현을 많이 쓴다. 또, 조선민주주의인민공화국에서는 '찔리우다'와 같이 대한민국보다 보조용언을 겹쳐 쓰는 경우가 많으며, 접미사 '들'을 많이 쓰는 경향도 있다.
어휘 면에서는 특히 많은 차이를 보이며, 외래어 수용에 큰 거리낌이 없는 대한민국에 반해, 조선민주주의인민공화국에서는 말다듬기로 고유어를 많이 사용한다.

## 외국어로서
미국, 일본, 중국, 프랑스, 폴란드, 카자흐스탄, 키르기스스탄, 러시아 등지에서는 한국어를 배우려는 사람들이 많이 있다. 이는 대한민국 경제 성장에 따른 국제적 위상 확대와 한류 등 문화적 영향력에 힘입은 바가 크다. 실제로 말레이시아와 필리핀에서는 한국어가 제2외국어로 채택되었으며, 베트남에서는 제1외국어 지위를 얻었다.
과거에 영어, 일본어 등 유럽, 미주 및 일본을 중심으로만 한국어 학습용 교재를 발간했으나, 근래에는 한국어 학습 동기 다변화와 국내 외국인 수 증가로 중국어, 타이어, 인도네시아어, 베트남어 등 다양한 언어로 한국어 교재를 발간한다.
고려인 강제 이주로 러시아, 우즈베키스탄 등을 포함하여 예전 소련 일부 지역에서도 사용한다. 조선족이 조선말을 사용하면서 둥베이 지역에서도 사용한다. 미국 정부회계감사원이 발표한 '미국 국무부 외국어 직무수행 평가서'에 따르면 일본어, 중국어, 아랍어와 더불어 한국어를 미국인이 가장 배우기 힘든 언어(superhard language)로 분류하는데, 이는 인도유럽어족인 영어와 한국어 어원이 아예 다른 탓이다. 한국어를 배우는 거의 대부분의 외국인은 한국어를 학문으로서 배운다는 의견도 존재한다.

### 한국어 검정시험

#### 대한민국
대한민국에는 현재 한국어 능력을 검정하는 시험이 몇 가지 있다. 한국어능력시험(韓國語能力試驗, Test Of Proficiency in Korean ; TOPIK), 국어능력인증시험(國語能力認證試驗, Test of Korean Language;TOKL), KBS 한국어능력시험(Korean Language Test) 등이 있다.
- 한국어능력시험(韓國語能力試驗, TOPIK)
국립국제교육원이 주최하고 교육과학기술부가 인정하는 자격시험으로 매년 4월과 9월에 시행한다. (대한민국에서는 2007년부터, 일본에서는 2008년부터 연 2회 볼 수 있게 되었다) 한글능력검정시험과 달리 1, 2급이 초급이고 3, 4급이 중급, 5, 6급이 고급단계이다. 대한민국, 일본 외에 세계 28개국에서 실시하는 국제적 시험이다. 외국인이 유학으로 대한민국 대학교, 대학원에 입학할 때 이 시험 성적 증명서 제출하라고 요구한다. 또한, 대한민국의 많은 외국인 대상 어학당(어학원)에서 이 시험 결과로 반을 편성하며 TOPIK 시험을 위해 공부를 가르친다. TOPIK 시험은 듣기, 읽기, 쓰기가 있다. TOPIK에 말하기 평가를 신설한다는 뉴스가 계속 있었고, 2019년에 해외에서 "말하기 평가" 모의시행을 열었고, 2023년부터 TOPIK에 말하기 평가를 신설하여 2023년부터 말하기 평가, 듣기, 읽기, 쓰기로 시험을 진행한다.[46]

- 세계한국말인증시험[47](KLPT)
한글학회가 주최하는 자격시험으로 4월, 10월에 시행한다. 2006년까지 1,4,7,10월 연 4회 시행했으나, 2007년부터 연 2회로 단축했다.(적은 수험자 인원수를 원인으로 추측한다.) 평가는 500점 만점 점수제로 토익과 같은 형태다.

- 한국어 레벨테스트(KLT)
점수제이고 1000점 만점이다. 시험시간은 90분이고 비교적 단시간에 시험을 볼 수 있다. 한국,일본외에 중국과 미국에서도 수험이 가능하다. 2004년부터 개시했지만 2009년 1월부터 시행하지 않았다.

#### 일본에서 한국어 시험
일본에 시행하는 네 가지 한국어 시험 가운데 일본에서 잘 알려진 시험은 한글능력검정시험과 한국어능력시험이다. 한글능력검정시험을 뺀 나머지 모든 시험은 대한민국 표준어 시험이기 때문에 표준어가 기준이며, 이와 다른 문화어 맞춤법이나 어법은 오답으로 처리한다. 이외 일본 대학 입시 센터 시험은 2002년부터 한국어를 포함한다.
- 한글능력검정시험
일본 특정 비영리법인 한글능력검정협회가 주최하는 자격시험으로 6월경(연 2회)에 실시한다. 일본인 한국어 학습자이 가장 잘 아는 시험이다. 5급이 가장 낮은 급수이고 4급<3급<준2급<2급<1급순으로 급수가 올라간다. 일본 국내에서만 인정하며 등급이 영어검정(일본)시험과 거의 같으므로 영어검정시험과 비교 대조하기도 한다.  2006년부터 "준 1급"을 없앴다. 1, 2급은 문제 지문을 포함하여 모든 글을 한국어로 표기한다. 또한, 이 시험은 답을 적을 때 대한민국이나 조선민주주의인민공화국 어느 한쪽으로 일관성이 있으면 정답으로 간주한다. 근래 한류 영향으로 초급 수험자는 상당히 증가했으나 반대로 1, 2급 등 고급 레벨에는 수험자 수가 매우 적다. 2004년 전후에 상급 시험 문제는 난도가 계속 상승하는 반면, 3급 이하 급수는 합격률이 90%로 문제가 쉬운 현상이 일어났다. 그러나 2006년 다시 출제 기준과 난이도를 조정하여, 낮은 급수도 난도가 대폭 상승해 현재에 이른다. 이러한 난이도 유동에 따라 자격 시험 신뢰도가 떨어진다는 지적도 있다.[출처 필요]

## 인터넷에서의 한국어
한국어 문서가 전 세계 웹에서 차지하는 비중은 2004년에 4.1%로, 이는 영어(35.8%), 중국어(14.1%), 일본어(9.6%), 스페인어(9%), 독일어(7%)에 이어 전 세계 6위이다. 웹상에서의 한국어 사용 인구는 전 세계 75억여 명의 인구 중 약 1%에 해당한다.

## 한국어 사용 국가
- 대한민국(국가 공용어)
- 미국(재미동포, 한인타운 등지에서 사용, 주요 외국어 SAT 제2외국어 과목 채택)
- 카자흐스탄(고려인, 주요 외국어, 제2외국어 과목 채택)
- 키르기스스탄(고려인, 주요 외국어, 제2외국어 과목 채택)
- 우즈베키스탄(고려인, 주요 외국어, 제2외국어 과목 채택)
- 투르크메니스탄(고려인, 주요 외국어, 제2외국어 과목 채택)
- 조선민주주의인민공화국(국가 공용어)
- 일본(인구의 약 0.8% 사용, 재일동포가 사용, 주요 외국어, 제2외국어 과목 채택. 공항 및 지하철 안내 언어)
- 중화인민공화국(옌볜 조선족 자치주의 공용어)
- 러시아(북-러양국문화인민언어선택)
- 튀르키예(제2외국어 과목 채택)
- 아제르바이잔(제2외국어 과목 채택)

## 사용 빈도가 높은 낱말
국립국어원은 지속적으로 사용 빈도가 높은 한국어 기초 어휘 관련 자료들을 연구 및 제공한다. 그중에서 한국어 낱말 단어를 수록한 "한국어 학습용 어휘" 6,000 낱말을 2004년 12월에 발표하였으며 이후 이러한 자료를 세계인들이 사용하도록 한국어기초사전을 통해 어휘 데이터베이스를 제공한다. 이러한 한국어 어휘에 대한 사용 빈도 자료는 한국어능력시험(TOPIK), 외국인을 위한 한국어 학습 및 교육 등에 중요한 근거 자료로 그 활용도가 높다.

## 같이 보기
- 한국 수어
- 한국어의 언어 순수주의
- 한국어의 품사
- SOV형
- 한글
- 한글날
- 훈민정음
- 긴 한국어 낱말
- 발음하기 힘든 한국어 문장
- 한국어 사전
- 한국어 위키백과
- 한자
- 한자어
- 한자 문화권